# ギーゼラ・フォン・バイエルン
ギーゼラ・フォン・バイエルン（ドイツ語：Gisela von Bayern, ハンガリー語：Bajorországi Gizella, 985年頃 - 1060年/1065年）は、ハンガリー王イシュトヴァーン1世の妃。カトリック教会の福者。

## 生涯
バイエルン公ハインリヒ2世と妃ギーゼラ（ブルグント王コンラートの娘）の子としてレーゲンスブルク近郊で生まれた。995年（または1008年）にイシュトヴァーン1世と結婚。ハンガリーの政治を西方に開き、キリスト教化を推進するきっかけとなった。王との間には少なくとも3人の子をもうけているが、のちに聖人とされたイムレを含めて若くして先立たれた。
彼女は尊敬を集める生活をおくり、ハンガリー人のキリスト教化を助けた。夫の死後、ハンガリーから離れることを余儀なくされた。晩年はパッサウ近郊のニーデルンブルクにある女子修道院で暮らし、そこで死んだ。彼女の墓は聖なる場所として有名である。
ギーゼラの列聖の試みは18世紀になされたが失敗した。1975年、列福された。

## ギャラリー

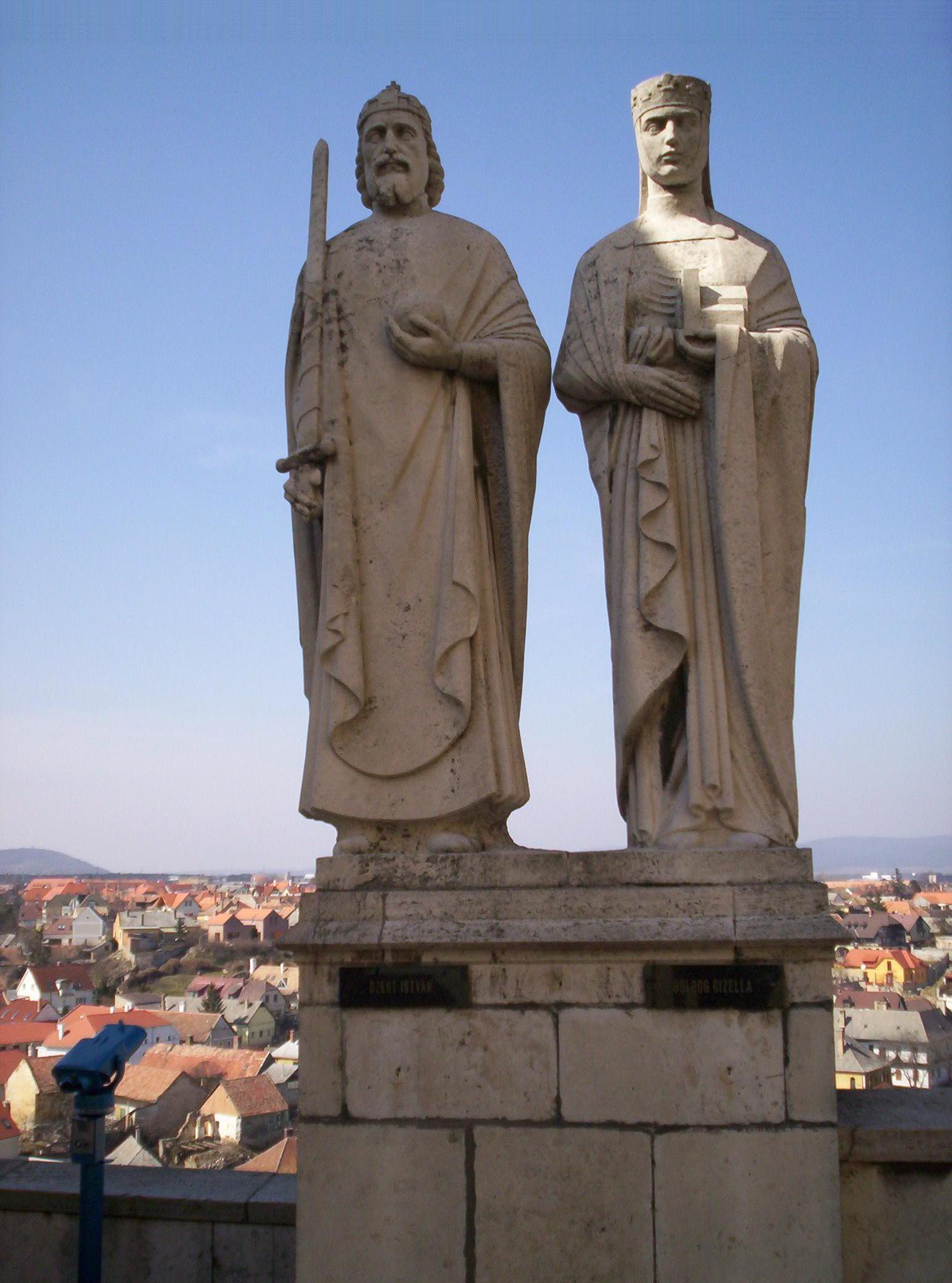
ヴェスプレーム県にあるイシュトヴァーン1世とギーゼラの像
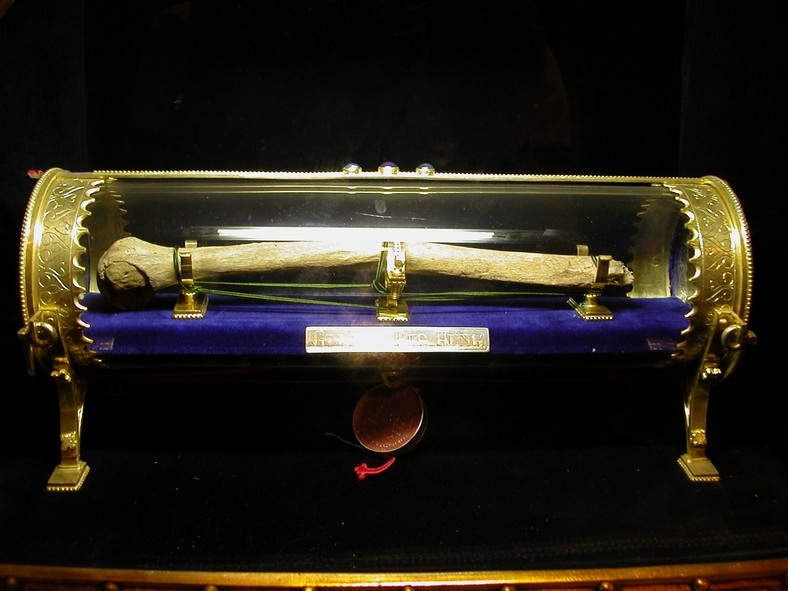
ヴェスプレームの教会に安置されている、ギーゼラの聖遺物